# Vektor
A vektor a matematikában használatos fogalom, a lineáris algebra egyik alapvető jelentőségű mennyisége. Általában az ember a vektorokkal mint irányított szakaszokkal szokott találkozni, de a matematikában a jelentése ennél lényegesen bőségesebb. A fogalom különböző irányú általánosításai egyes tudományágakban is megjelennek. Így például a biológiában vektornak nevezik a fertőzéseket terjesztő élőlényeket, hatásokat. Az analógia teljesen világos, a hordozótól a fertőzöttig vezető utat pont a köztesgazda jelenti, azaz két pontot egy meghatározott irányban köt össze.
A matematikában azonban sokkal elvontabb vektorokat is ismerünk. Ezek haszna sokszor a laikusok számára végképp nem nyilvánvaló, és ritkán ismertek, közismertek. Alkalmazásaik azonban széles körűek, különösen a modern tudományokban.

## Általános leírás
A vektor a matematikában egy felettébb fontos fogalom. Alkalmazásai rendkívül sokrétűek, a geometriától az absztrakt analízisig mindenhol lehet velük találkozni. Ennek megfelelően az értelmezése is többféleképpen történhet.
Maguk a vektorok a számok egyfajta általánosításainak is tekinthetőek. Ezzel a megközelítéssel főleg az algebrai definíciók dolgoznak, és ekkor legjellemzőbb alkalmazásaik az egyenletrendszerek kezelése.
Mivel a fogalom eredete a fizika, ezért fizikai és geometriai meggondolások is szolgálhatnak alapjául, ekkor főleg a viselkedésük lesz a definíció alapja. A legközkeletűbb értelmezése a fogalomnak is geometriai: olyan szakasz, amit a nagyságán túl az iránya is jellemez. Ez szinte tipizálja a fogalmat, hiszen így olyan mennyiségeket, mint a sebesség vagy az erő, kényelmesen szemléletessé tudunk tenni.
A vektorok legáltalánosabb, és így legmélyebb definícióját az analízisben találjuk, ahol a vektorok egy bizonyos típusú halmazhoz rendelhető másik halmaz elemei. Ez felettes értelmezése a fenti két definíciónak, hiszen mindkettőt magába foglalja.

## Definíció

### Lineáris algebra
Legyen {\displaystyle {\mathcal {E}}} euklideszi geometriai tér. Ekkor a {\displaystyle {\mathcal {E}}\times {\mathcal {E}}} halmaz elemeit, mint rendezett párokat irányított szakasznak nevezzük. Tekintsük most a térben a párhuzamos eltolásokat. Ezek segítségével {\displaystyle {\mathcal {E}}\times {\mathcal {E}}} felett egy ekvivalenciarelációt határozhatunk meg.
Két pontpárt, {\displaystyle (A,B)}-t és {\displaystyle (C,D)}-t ekvivalensnek tekintünk, ha van olyan {\displaystyle p} párhuzamos eltolás, hogy {\displaystyle p(A)=C} és {\displaystyle p(B)=D}.
Az ekvivalenciarelációk a halmazt faktorhalmazokra bontják. Az {\displaystyle {\mathcal {E}}\times {\mathcal {E}}} felett az előbbiekben bevezetett ekvivalenciareláció faktorhalmazait szabadvektoroknak, a faktorhalmazok elemeit a szabadvektor reprezentánsainak nevezzük.

### Geometria
A geometriában a vektorok az eltolások, mint transzformációk meghatározásában játszanak szerepet. Legyen ugyanis {\displaystyle \alpha } és {\displaystyle \beta } két párhuzamos sík. Ha a távolságuk {\displaystyle d\neq 0}, akkor a tér bármely {\displaystyle X} pontjához olyan módon rendel hozzá egy {\displaystyle X'} pontot, hogy {\displaystyle |XX'|=2d}. Ezen túl az {\displaystyle X} és {\displaystyle Y} pontok képe olyan, hogy {\displaystyle XX'||YY'} és egyező irányításúak. Ezt a leképezést eltolásnak nevezzük.
Világos, hogy az eltoláshoz elegendő az {\displaystyle (X,X')} pontpárt megadni, mivel ez bármely pontnak a képét megadja a fentebbiek szerint. Az {\displaystyle (X,X')} párt ekkor vektornak nevezzük. Eszerint egyébként a konkrét síkokra nincs is szükség, kizárólag a távolságuk és fekvésük lényeges.
A fentebbiek során a lineáris algebrai definíció szerinti osztályozást is megvalósítottuk, tehát itt is lehet beszélni az adott irányítású és hosszúságú vektorok ekvivalenciaosztályáról, amit ez alapján szabadvektornak nevezünk. Ha rögzítünk egy {\displaystyle O} pontot, akkor a szabadvektorok azon reprezentánsait, amik kezdőpontja {\displaystyle O}, kötött vektoroknak nevezzük. Ezek például egy koordináta-rendszer pontjait határozhatják meg.

### Analízis
Legyen {\displaystyle T} test, {\displaystyle H} pedig halmaz. Ha értelmezünk két függvényt:
{\displaystyle +:H\times H\rightarrow H}, amit általában összeadásnak nevezünk, és
{\displaystyle .:T\times H\rightarrow H}, amit leggyakrabban skalárral való szorzás néven emlegetünk,
úgy, hogy a + asszociatív, kommutatív, invertálható és van neutrális eleme, valamint {\displaystyle \forall \alpha ,\beta \in T} és {\displaystyle \forall x,y\in H} esetén
- {\displaystyle \alpha .(\beta .x)=(\alpha \cdot \beta ).x}
- {\displaystyle (\alpha +\beta ).x=\alpha .x+\beta .x}
- {\displaystyle \alpha .(x+y)=\alpha .x+\alpha .y}
- {\displaystyle 1.x=x}

teljesül, akkor {\displaystyle H}-t a {\displaystyle T} test feletti vektortérnek nevezzük, {\displaystyle H} elemeit pedig vektoroknak.
Mint látható, az analitikus definíció olyan mértékben absztrakt, hogy egészen furcsa halmazokat is tudunk vektortérként kezelni. Ilyen lehet például a {\displaystyle T}-ben haladó konvergens sorozatok halmaza, vagy a {\displaystyle H\rightarrow T} függvények halmaza.

## Vektorműveletek

Két vektor összege rajzban a paralelogramma-szabály szerint képezhető

A vektorműveletek értelmezése céljából érdemes a szemléletes és áttekinthető geometriai képből kiindulni. Ekkor a vektorokat irányított szakaszként, nyíllal ábrázoljuk, és így a jelentésük is a köznapi fogalmakkal megragadhatóvá válik. Ezeken keresztül néhány egyéb fogalom is világossá válik.

### Összeadás
Miután a szabadvektorokat a reprezentánsaikkal is jellemezhetjük, két szabadvektor összegét is így tudjuk értelmezni. Az {\displaystyle {\vec {a}}} és {\displaystyle {\vec {b}}} vektorok összegzését egy köztes pont felvételével tudjuk meghatározni. Vegyünk fel egy {\displaystyle B} pontot, és tekintsük az {\displaystyle {\vec {a}}} vektor azon reprezentánsát, aminek végpontja {\displaystyle B}, és a {\displaystyle {\vec {b}}} vektor azon reprezentánsát, aminek kezdőpontja {\displaystyle B}. Ekkor a {\displaystyle {\vec {c}}={\vec {a}}+{\vec {b}}} vektor egy reprezentánsát az {\displaystyle {\vec {a}}} vektor kezdőpontja és a {\displaystyle {\vec {b}}} végpontja jelöli ki. Ezt paralelogramma-szabálynak nevezzük. Az elnevezés a mellékelt ábra alapján válik érthetővé.
Szemléletesen, ha a vektorokat elmozdulásnak tekintjük, az {\displaystyle {\vec {AB}}} vektor az {\displaystyle A} pontból {\displaystyle B} pontba jutást jelenti. Hasonlóan a {\displaystyle {\vec {BC}}} vektor is értelmezhető, ekkor pedig az összegvektoruk az {\displaystyle A}-ból {\displaystyle C}-be jutást jelenti, azaz {\displaystyle {\vec {AB}}+{\vec {BC}}={\vec {AC}}}.
E definíció alapján ellenőrizhető, hogy a definícióban megkövetelt feltételek az összeadásra hogyan teljesülnek.

### Szorzatok
A vektorokból a szorzásra emlékeztető művelet többféle is definiálható. Ebből egy külső, három pedig belső művelet.

#### Skalárral szorzás
A skalárral való szorzás ötlete a szorzat, mint ismételt összeadás hasonlóságából ered:
{\displaystyle \lambda .{\vec {a}}=\underbrace {{\vec {a}}+{\vec {a}}+\dots +{\vec {a}}} _{\lambda {\text{ darab}}}}, ha {\displaystyle \lambda \in \mathbb {N} }.
Mivel ebben az esetben a vektor hossza nőtt meg, adja magát, hogy a {\displaystyle \lambda .{\vec {a}}} vektor {\displaystyle {\vec {a}}}-val párhuzamos, és annál {\displaystyle \lambda }-szor hosszabb bármilyen {\displaystyle T}-beli elem esetén.
Mivel {\displaystyle T} elemeit nevezzük skalárnak, adja magát az elnevezés is. A skalár szó ugyan számot jelent, de ez nem jelent problémát, mivel {\displaystyle T} általában számhalmaz, rendszerint a valós vagy komplex számok teste. 

##### Lineáris kombináció
A skalárral való szorzás eredménye vektor, így a vektortér eleme, és az összeadásban tag lehet. Ha adott {\displaystyle {\vec {a}}}, {\displaystyle {\vec {b}}} és {\displaystyle {\vec {c}}}, valamint {\displaystyle \alpha }, {\displaystyle \beta } és {\displaystyle \gamma } skalárok, akkor lineáris kombinációnak nevezzük az alábbi vektort:
{\displaystyle {\vec {r}}=\alpha .{\vec {a}}+\beta .{\vec {b}}+\gamma .{\vec {c}}}
Általános alakban írva a lineáris kombináció:
{\displaystyle \sum _{i=1}^{n}\alpha _{i}.{\vec {a_{i}}}}
Ennek segítségével lehet értelmezni a vektortér dimenzióját is. A nullvektort ugyanis elő lehet állítani
{\displaystyle {\vec {0}}=0.{\vec {a_{1}}}+0.{\vec {a_{2}}}+\dots }
alakban. Ezt triviális előállításnak nevezzük. Előfordulhat azonban, hogy a zérusvektort nem nulla skalárokkal is megkaphatjuk, ekkor az {\displaystyle ({\vec {a_{i}}})} rendszert lineárisan függőnek mondjuk. A legbővebb olyan rendszert, ami lineárisan független a vektortérben, a tér bázisának nevezzük. A bázis elemszáma lesz a vektortér dimenziója.
Ha pedig van egy bázisunk egy vektortérben, akkor bármely vektor megadható egyértelműen a bázis lineáris kombinációjaként. Az együtthatókat ekkor a vektor koordinátáinak nevezzük. Könnyen belátható, hogy két vektor összegének koordinátái a két vektor koordinátáinak összege.

#### Skaláris szorzat
Egyes fizikai összefüggések vektormennyiségekből skaláris értékek létrehozását igénylik. Ilyen például a munka kiszámításának a problémája. A definíció is őrzi a fizikai eredetet: a két vektor szorzata legyen maximális, ha párhuzamosak, és nulla, ha merőlegesek, továbbá a szorzat legyen lineáris függvénye a két vektor hosszának.
Az első feltétel szerint a szorzat a két vektor által bezárt szögtől függ. A legegyszerűbb függvény, ami ezt a feltételt kielégíti, a koszinusz függvény. A második feltétellel együtt a szorzat kiszámítására a
{\displaystyle {\vec {a}}{\vec {b}}=a\cdot b\cdot \cos \phi }
képlet szolgál, ahol {\displaystyle a} az {\displaystyle {\vec {a}}} vektor hossza.
Könnyen belátható, hogy a skaláris szorzat kommutatív és a vektorok összeadására nézve disztributív, de nem asszociatív művelet.
A skaláris szorzat adott bázis esetén könnyebben is kiszámítható. Az egyszerűség kedvéért tegyük fel, hogy a bázis vektorai egymásra merőlegesek, ez mindig elérhető a Gram–Schmidt-eljárás segítségével például. Ekkor az {\displaystyle {\vec {a}}} és {\displaystyle {\vec {b}}} vektorok a bázis lineáris kombinációjaként felírva:
{\displaystyle {\vec {a}}=\sum a_{i}{\vec {e}}_{i}}
{\displaystyle {\vec {b}}=\sum b_{i}{\vec {e}}_{i}}
lesznek. A szorzáskor figyelembe véve a skaláris szorzat disztributivitását és az egységvektorok merőlegességét kapjuk:
{\displaystyle {\vec {a}}{\vec {b}}=\sum a_{i}b_{i}}.
Például számoljuk ki a {\displaystyle {\vec {a}}=(2,1,3)} és {\displaystyle {\vec {b}}=(4,-2,-3)} vektorok skaláris szorzatát:
{\displaystyle {\vec {a}}{\vec {b}}=2\cdot 4+1\cdot (-2)+3\cdot (-3)=8-2-9=-3}.
Nem merőleges bázisvektorok esetén a skaláris szorzat vegyes tagokat is fog tartalmazni, valamint egy, a bázist jellemző operátort.
Ha egy vektort önmagával szorzunk, akkor a definíció értelmében a hosszának a négyzetét kapjuk. Ezt a koszinusztétel bizonyítása során is kihasználjuk.
A matematikában a vektor fogalmának általánosítása okán a skaláris szorzatot belső szorzat néven szokás emlegetni.

#### Vektoriális szorzat
A vektoriális szorzat egy kizárólag három és hét dimenzióban értelmezhető belső szorzat. Eredete a skaláris szorzathoz hasonlóan fizikai: elsősorban a forgatónyomaték kezelésében bukkan fel, de később több más területen is kényelmesnek bizonyult a használata. A definíciója is ennek megfelelően elsősorban technikai jellegű. Legyen {\displaystyle {\vec {a}}} és {\displaystyle {\vec {b}}} két vektor. Ekkor hozzájuk rendelhető egy harmadik {\displaystyle {\vec {c}}} vektor a következő szabályok szerint:
1. {\displaystyle {\vec {c}}=0}, ha {\displaystyle {\vec {a}}||{\vec {b}}};
2. {\displaystyle {\vec {c}}} maximális, ha a vektorok merőlegesek egymásra;
3. a szorzat egyenesen arányos a {\displaystyle {\vec {a}}} és {\displaystyle {\vec {b}}} hosszával.
4. a három vektor úgy helyezkedik el egymáshoz képest, mint a koordináta-rendszer x, y és z tengelyei.

Az első két feltételt a vektorok által bezárt szög szinusza is kielégíti, így a harmadik feltétellel együtt a skaláris szorzathoz hasonlóan a
{\displaystyle {\vec {a}}\times {\vec {b}}=a\cdot b\cdot \sin \phi }
képletet írhatjuk fel. Ebben nincsen benne a szorzatvektor iránya, úgyhogy azt továbbra is külön fel kell írnunk.
A vektoriális szorzat nem asszociatív, de ez nem meglepő. Még kevésbé meglepő, hogy nem kommutatív, viszont antikommutatív, azaz {\displaystyle {\vec {a}}\times {\vec {b}}=-{\vec {b}}\times {\vec {a}}}. A vektorok összeadására nézve disztributív.
A tér merőleges bázisvektorai esetén érvényes összefüggések:
1. {\displaystyle {\vec {e}}_{1}\times {\vec {e}}_{2}={\vec {e}}_{3}}
2. {\displaystyle {\vec {e}}_{2}\times {\vec {e}}_{3}={\vec {e}}_{1}}
3. {\displaystyle {\vec {e}}_{3}\times {\vec {e}}_{1}={\vec {e}}_{2}},

ezeket a koordinátás alak kiszámításakor használjuk ki.
A fenti tulajdonságok alapján levezethető a vektorok szorzatára vonatkozó számítási módszer:
Ha {\displaystyle {\vec {a}}\times {\vec {b}}={\vec {c}}}, akkor
{\displaystyle {\vec {c}}_{1}={\vec {a}}_{2}{\vec {b}}_{3}-{\vec {a}}_{3}{\vec {b}}_{2}}
{\displaystyle {\vec {c}}_{2}={\vec {a}}_{3}{\vec {b}}_{1}-{\vec {a}}_{1}{\vec {b}}_{3}}
{\displaystyle {\vec {c}}_{3}={\vec {a}}_{1}{\vec {b}}_{2}-{\vec {a}}_{2}{\vec {b}}_{1}}.
Például az {\displaystyle {\vec {a}}=(2,5,-2)} és {\displaystyle {\vec {b}}=(3,-4,-1)} vektorok vektoriális szorzata:
{\displaystyle {\vec {c}}_{1}=5\cdot (-1)-(-2)\cdot (-4)=-5-8=-13}
{\displaystyle {\vec {c}}_{2}=(-2)\cdot 3-2\cdot (-1)=-6+2=-4}
{\displaystyle {\vec {c}}_{3}=2\cdot (-4)-5\cdot 3=-8-15=-23}.
Skaláris szorzással ellenőrizhet, hogy e vektor mindkettő tényezőre merőleges.

#### Tenzori (diadikus) szorzat
Az n-dimenziós valós vektortér {\displaystyle {\vec {a}}} és {\displaystyle {\vec {b}}} vektorainak diadikus szorzatán értjük és {\displaystyle {\vec {a}}\circ {\vec {b}}}-vel jelöljük azt a tenzort, mely a vektortérbe tartozó minden egyes {\displaystyle {\vec {x}}} vektorhoz az {\displaystyle {\vec {a}}({\vec {b}}{\vec {x}})} vektort rendeli: {\displaystyle l:{\vec {x}}\mapsto {\vec {a}}({\vec {b}}{\vec {x}})}. Belátható, hogy {\displaystyle l({\vec {x}})} egy lineáris leképezés, ezért valamely bázis esetén reprezentálható egy {\displaystyle L} mátrixszal.
A definíciót valamely koordináta-rendszerben kifejtve a tenzorszorzat egy reprezentációját kapjuk:
{\displaystyle L_{ij}={\vec {a}}_{i}{\vec {b}}_{j}}.
Példaként szorozzuk össze az {\displaystyle {\vec {a}}=\left(3,-2,5\right)} és a {\displaystyle {\vec {b}}=\left(4,2,-3\right)} vektorokat!
| {\displaystyle 3\cdot 4=12}    | {\displaystyle 3\cdot 2=6}     | {\displaystyle 3\cdot (-3)=-9}   |
| {\displaystyle (-2)\cdot 4=-8} | {\displaystyle (-2)\cdot 2=-4} | {\displaystyle (-2)\cdot (-3)=6} |
| {\displaystyle 5\cdot 4=20}    | {\displaystyle 5\cdot 2=10}    | {\displaystyle 5\cdot (-3)=-15}  |

A szorzat tehát:
{\displaystyle {\vec {a}}\circ {\vec {b}}={\begin{pmatrix}12&6&-9\\-8&-4&6\\20&10&-15\end{pmatrix}}}.
Tulajdonságai:
- nem kommutatív: ha {\displaystyle L={\vec {a}}\circ {\vec {b}}}, akkor {\displaystyle {\vec {b}}\circ {\vec {a}}=L^{T}} ({\displaystyle L} transzponáltja).
- nem asszociatív: {\displaystyle ({\vec {a}}\circ {\vec {b}})\circ {\vec {c}}} nem értelmezhető.
- {\displaystyle ({\vec {a}}\circ {\vec {b}})\cdot {\vec {c}}={\vec {a}}({\vec {b}}\cdot {\vec {c}})} a definíció miatt.

A vektorok tenzorszorzatával a tenzoralgebra foglalkozik alaposabban.

## Alkalmazások
A vektoroknak számtalan alkalmazása van. Ezek főleg a matematikához, fizikához és informatikához kötődnek. Legtöbbször egyfajta általánosítása a hagyományos vektorfogalomnak az egyes tudományágak saját fogalomalkotása, de az analógia legtöbbször nyilvánvaló.

### A matematikában
Jellemzően a lineáris algebrában fordulnak elő vektorok, illetve ehhez kapcsolódóan az analitikus geometriában.
A lineáris algebra az egyenletrendszereket lineáris egyenletekhez hasonló módon kezelő eszközöket kap, ha az ismeretleneket és az egyenletek jobb oldalát egy-egy vektorként kezeljük, ekkor az együtthatók ugyanis egy leképezés mátrixának alakját fogja ölteni. Például
| Egyenletrendszer | Egyenlet                                 |
| --- | ---------------------------------------- |
| {\displaystyle {\begin{aligned}a_{11}x_{1}+a_{12}x_{2}+\dots +a_{1n}x_{n}&=b_{1}\\a_{21}x_{1}+a_{22}x_{2}+\dots +a_{2n}x_{n}&=b_{2}\\&\vdots \\a_{n1}x_{1}+a_{n2}x_{2}+\dots +a_{nn}x_{n}&=b_{n}\end{aligned}}} | {\displaystyle ax=b}                     |
| {\displaystyle {\hat {A}}{\vec {x}}={\vec {b}}} | {\displaystyle ax=b}                     |
| {\displaystyle {\vec {x}}={\hat {A}}^{-1}{\vec {b}}} | {\displaystyle x=a^{-1}b={\frac {b}{a}}} |

A koordinátageometriában a vektorok tulajdonképpen a pontokat jelölik ki, így helyvektorként funkcionálnak, a vektorokból pedig a fentebb említett műveletek segítségével a geometria legalapvetőbb ponthalmazai építhetőek fel. Ez egyben az összekötő kapocs is az algebra és a geometria között, aminek segítségével igazolható e két nagy terület egyenértékűsége.
Ezen túl a vektor fogalom általánosabb, elvontabb formája segítségével az analízis sok fogalma is kényelmesebben kezelhetővé válik. Ilyen például az intervallum felett korlátos függvények halmaza, vagy egy test felett értelmezett operátorok tere.
A vektorok segítségével lehet a Hilbert-tereket, mint speciális, skalárszorzatos tereket definiálni, amik a fizikai alkalmazások során nyernek jelentőséget, mivel a fizikai mennyiségeket a Hilbert-tereken ható operátorokkal jellemezzük.

### A fizikában
A fizikában a vektorokat más szemlélettel definiáljuk, mint a matematikában. Mivel a fizika a világot koordináta-rendszerekben írja le, a legfontosabb mennyiségeket a koordináta-rendszerek közötti átmenet szempontjából, azaz a transzformációk során mutatott viselkedésük szerint írjuk le. Az alaptípus a koordináta-rendszert kifeszítő, egységvektorokból álló generátorhalmaz. Ekkor vektornak nevezünk minden olyan fizikai mennyiséget, amelyek úgy transzformálódnak, mint a koordináta-rendszert kifeszítő egységvektorok.
A vektorok azonban nem feltétlenül viselkednek azonosan a fentebbi meghatározással. A vektori szorzat esetén például a tükrözés során a két tényező előjelet vált, a szorzatvektor viszont nem:
{\displaystyle \left(-{\vec {x}}\right)\times \left(-{\vec {y}}\right)=\left(-1\right)^{2}\left({\vec {x}}\times {\vec {y}}\right)}
Az ilyen vektort, mivel tulajdonképpen egy tengelyt jelöl ki, axiálvektornak nevezünk.
A köznapi szemlélet szempontjából a fizikai vektorok legfontosabb tulajdonsága, hogy a nagyságuk mellett irányításuk is van. Ez alapján definiálhatóak a vektormennyiségek: olyan fizikai mennyiség, amit két mennyiség, irány és nagyság jellemez. Ez egyben három paramétert igényel, azonban speciális esetekben a koordináta-rendszer megfelelő megválasztásával egy vagy kettő zérussá tehető. Ez az oka, hogy a bevezető fizikai tanulmányok során az egyenes vonalú mozgások, állandó irányú hatások játszanak elsődleges szerepet.
A klasszikus fizika háromdimenziós vektorokkal foglalkozik, a relativisztikus fizika azonban a téridő leírására már négy paramétert alkalmaz, így itt a vektorok viselkedése teljesen váratlanná válhat a laikus szemlélő számára. A vektorokat három nagy csoportba sorolhatjuk: időszerű, fényszerű és térszerű vektorok.
Az időszerű vektorok hosszának négyzete pozitív, ezen vektorokhoz mindig találunk olyan koordináta-rendszert, hogy a vektor az időtengellyel párhuzamos lesz. Ha két esemény időszerű kapcsolatban van egymással, akkor mindig van olyan megfigyelő, aki számára a két esemény ugyanott, de egymás után történik. A legegyszerűbb időszerű kapcsolat a kauzalitás, azaz az egyik pont, mint esemény, oka a másiknak. Ha egy vektor időszerű, akkor minden megfigyelő számára időszerű a kapcsolat, ez fejezi ki a relativitáselmélet determinisztikusságát.
A térszerű vektorok hossznégyzete negatív, azaz ezekhez mindig találunk olyan koordináta-rendszert, aminek egy térbeli koordinátatengelyével párhuzamosak. A gyakorlatban a térszerű kapcsolat két esemény között azt jelenti, hogy van olyan megfigyelő, aki számára a két esemény egyszerre történik, de eltérő helyeken. 
A fényszerű vektorok hossznégyzete nulla, ezek tehát a koordináta-rendszerek transzformációja során nem változnak. Az elnevezés tükrözi szerepüket: a fényszerű vektorokat a fénysugarak jelölik ki, azaz a fény sebessége minden megfigyelő számára egyenlő.

### A számítástechnikában
A számítástechnikában általában az egydimenziós tömböket nevezik vektornak, ez megfelel ugyanis a vektorkoordináták mátrixreprezentációjának. Ugyanakkor azonban egy tömb elemei nem csak számok lehetnek, ennyiben a matematikai vektorfogalomtól el is tér. A konkrét értelmezés általában a programozási nyelv része. Például a C++-ban a Vector egy konténer osztály, aminek elemei tetszőleges, akár több különböző típusba tartozó adatok lehetnek.